# Kairakkum

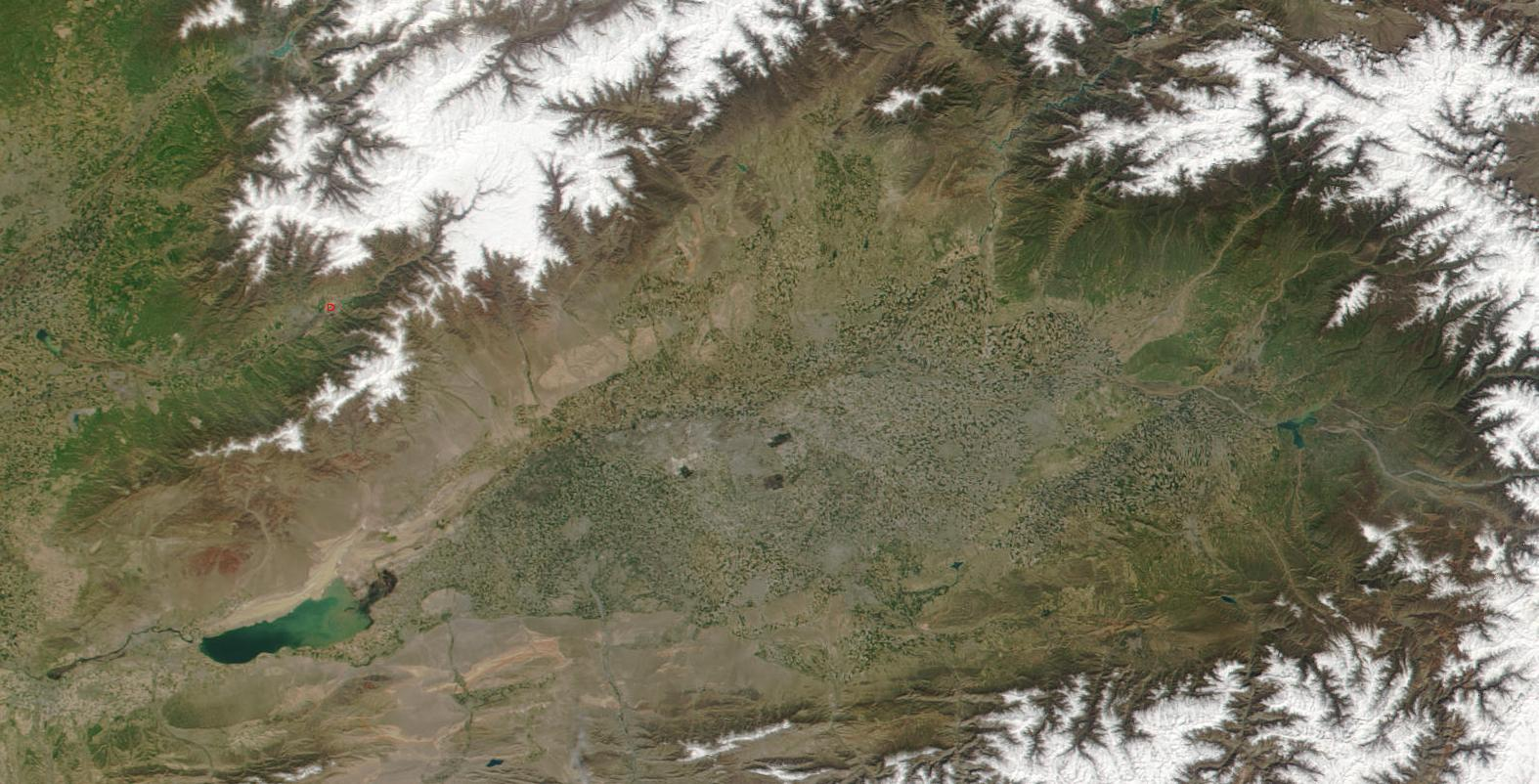
Ferganadalen, med Kairakkum till vänster (mot väst).

Kairakkum (ryska:Кайраккумское водохранилище), även Tadjid Sea, är Tadzjikistans största konstgjorda sjö. Den ligger i Ferganadalen i provinsen Sughd öster om städerna  Kairakkum och Khujand.
Sjön bildades år 1957 genom en uppdämning av floden Syr-Darja. Den har en yta på 513 km², ett största djup på 25 meter och en volym på 4,2 miljoner kubikmeter (m³). 
Sjön är populär bland lustfiskare och är också ett ramsarområde. Bland fiskar i sjön kan nämnas karp, mal, gädda och braxen.

## Vattenkraftverk
Sjön är dels en bevattningsdamm, dels ett vattenmagasin. Vattenkraftverket väster om sjön har 6 kaplanturbiner på vardera 21 MW och drivs av statliga Barki Tojik.
Fyllningsdammen började byggas år 1952 och de två första turbinerna startades år 1956. Året efter startades ytterligare fyra turbiner och hela projektet var klart år 1959.
Vattenkraftverket byggs (2018) om och uppgraderas med finansiering från FN:s gröna klimatfond. Med två nya turbiner skall effekten ökas till 174 MW.